# Der Held des grünen Rasens
Dee Held des grünen Rasens (Originaltitel: The Sunset Derby) ist ein US-amerikanisches Stummfilmdrama aus dem Jahr 1927 von Alfred S. Rogell mit Mary Astor und William Collier jr. in den Hauptrollen. Das Drehbuch basiert auf der Kurzgeschichte The Sunset Derby von William Dudley Pelley.

## Handlung
Sam Gibson und Jock McTeague, ehemalige Partner in einem Mietstall, geraten in Streit, als McTeague eine Tankstelle eröffnet und darauf besteht, dass sein Sohn Bobby sich von den Pferden fernhält. Queen, ein Rennpferd im Besitz von Gibson, bricht auf der Straße aus und wird von Jimmy Burke, einem berühmten Jockey, gerettet, der sich bereit erklärt, Queen bei einem Rennen zu reiten, um Molly, Gibsons Tochter, eine Freude zu machen. 
Während des Rennens stürzt Queen und verletzt Jimmy. Obwohl er sich erholt, sind sie gezwungen, das Pferd zu verkaufen, um die Krankenhauskosten zu decken. Jimmy hindert einen Hausierer, den neuen Besitzer, daran, das Pferd auf einem Jahrmarkt zu schlagen, und bringt ihn dazu, das Pferd an Sam weiterzuverkaufen. Jimmy bringt dem jungen Bobby heimlich das Reiten bei, aber als der Junge nicht in der Lage ist, bei einem Rennen zu reiten, fasst Jimmy seinen Mut wieder, gewinnt das Rennen und das Herz von Molly.

## Hintergrund
Da keine Kopien der sechs Filmrollen existieren, gilt der Film als verschollen.

## Veröffentlichung
Die Premiere des Films fand am 5. Juni 1927 statt. 1928 kam er in Österreich in die Kinos.